# Go ai XIX Giochi asiatici – Maschile a squadre
La competizione di Go maschile a squadre ai XIX Giochi asiatici di Hangzhou, Cina, si è disputata tra il 29 settembre e 3 ottobre 2023 nella Hangzhou Qi-Yuan Chess Hall.
| Oro                                                                                                | Argento                                                                             | Bronzo                                                                           |
| Corea del Sud                                                                                      | Cina                                                                                | Giappone                                                                         |
| Byun Sang-il 9p Kim Myeong-hun 9p Park Jung-hwan 9p Shin Jin-seo 9p Shin Min-jun 9p Lee Ji-hyun 9p | Li Qincheng 9p Zhao Chenyu 9p Mi Yuting 9p Yang Dingxin 9p Ke Jie 9p Yang Kaiwen 9p | Seki Kotaro 9p Shibano Toramaru 9p Ichiriki Ryō 9p Sada Atsushi 7p Iyama Yūta 9p |

## Programma
Tutti gli orari sono dati nel tempo standard cinese (UTC+8)
| Data                  | Orario | Evento              |
| --------------------- | ------ | ------------------- |
| Venerdì, 29 settembre | 9:30   | Turno preliminare 1 |
| Venerdì, 29 settembre | 15:00  | Turno preliminare 2 |
| Sabato, 30 settembre  | 9:30   | Turno preliminare 3 |
| Sabato, 30 settembre  | 15:00  | Turno preliminare 4 |
| Domenica, 1 ottobre   | 9:30   | Turno preliminare 5 |
| Domenica, 1 ottobre   | 15:00  | Turno preliminare 6 |
| Lunedì, 2 ottobre     | 15:00  | Semifinali          |
| Martedì, 3 ottobre    | 9:30   | Finale bronzo       |
| Martedì, 3 ottobre    | 15:00  | Finale oro          |

## Formato
La competizione è suddivisa in due fasi. La prima fase, i preliminari, adotta un sistema a punti, con 6 turni. Le prime quattro squadre passano alla seconda fase, che adotta un sistema a eliminazione diretta, semifinali più finale. Le partite si disputano tutte con un tempo principale di 1 ora, più 30 secondi di byo-yomi.

### Partecipanti
Ogni squadra seleziona cinque membri, con il relativo ordine, più un eventuale sostituto.
|   | Squadra       | Tavolo 1                  | Tavolo 2                | Tavolo 3                 | Tavolo 4                  | Tavolo 5             | Riserva               |
| - | ------------- | ------------------------- | ----------------------- | ------------------------ | ------------------------- | -------------------- | --------------------- |
| 1 | Hong Kong     | Chan Chi Hin 6d           | Chan Nai San 6d         | Ho Ho Yin Hollis 5d      | Ho Kwai Cheung 5d         | Woo Chun Yin 5d      | Chan Ka Ho 5d         |
| 2 | Mongolia      | Shartolgoi Bayarjargal 5d | Byambaakhuu Battulga 1d | Gantumur Altanzul        | Nyamjantsan Oyunbaatar 8d | Ganbat Bold 1d       | –                     |
| 3 | Malaysia      | Chang Fukang 2p           | Lee Shou Xuan 5d        | Owen Lo Chen Yeh 5d      | Lee Shou Kai 5d           | Leong Chee Weng 5d   | Lee Shou Wei 5d       |
| 4 | Giappone      | Seki Kotaro 9p            | Shibano Toramaru 9p     | Ichiriki Ryō 9p          | Sada Atsushi 7p           | Iyama Yūta 9p        | –                     |
| 5 | Taipei        | Xu Haohong 9p             | Lai Junfu 8p            | Lin Chunyen 9p           | Wang Yuanjun 9p           | Xu Jiayuan 9p        | Xu Jingen 5p          |
| 6 | Corea del Sud | Byun Sang-il 9p           | Kim Myeong-hun 9p       | Park Jung-hwan 9p        | Shin Jin-seo 9p           | Shin Min-jun 9p      | Lee Ji-hyun 9p        |
| 7 | Tailandia     | Tanapatsopol Vorawat 5d   | Sornarra Pongsakarn 5d  | Karuehawanit Wichrich 6d | Jamkachornkiat Krit 5d    | Santipojana Kamon 5d | Sampaokaew Pariwat 5d |
| 8 | Cina          | Li Qincheng 9p            | Zhao Chenyu 9p          | Mi Yuting 9p             | Yang Dingxin 9p           | Ke Jie 9p            | Yang Kaiwen 9p        |
| 9 | Singapore     | Ho Fei Yang 6d            | Kwa Jie Hui 6d          | Kang Zhanbin 6p          | Tan Jia Cheng 6d          | Xi Yue 5d            | –                     |

Di seguito al nome di ciascun goista è indicato il suo livello in dan, seguito da 'p' per i professionisti e 'd' per i dilettanti.

## Eliminatorie
Il torneo preliminare coinvolge nove squadre e prevede sei turni da quattro incontri ciascuno; il sistema adottato è il sistema svizzero con bye, e dunque ogni turno è determinato in base alla classifica corrente e agli incontri precedenti.
| Pos. | Squadra       | Pt | V | Bye | P | PV | PP |
| ---- | ------------- | -- | - | --- | - | -- | -- |
| 1    | Corea del Sud | 12 | 6 | 0   | 0 | 29 | 1  |
| 2    | Cina          | 10 | 5 | 0   | 1 | 25 | 5  |
| 3    | Taipei        | 8  | 4 | 0   | 2 | 20 | 10 |
| 4    | Giappone      | 8  | 3 | 1   | 2 | 16 | 9  |
| 5    | Hong Kong     | 8  | 3 | 1   | 2 | 15 | 10 |
| 6    | Singapore     | 4  | 1 | 1   | 4 | 5  | 20 |
| 6    | Tailandia     | 4  | 1 | 1   | 4 | 5  | 20 |
| 6    | Malaysia      | 4  | 1 | 1   | 4 | 5  | 20 |
| 8    | Mongolia      | 2  | 0 | 1   | 5 | 0  | 25 |

| Squadra       | Turno 1             | Turno 2             | Turno 3             | Turno 4             | Turno 5             | Turno 6             |
| ------------- | ------------------- | ------------------- | ------------------- | ------------------- | ------------------- | ------------------- |
| Hong Kong     | Mongolia ◯ 5–0      | Corea del Sud X 0–5 | Cina X 0–5          | Malaysia ◯ 5–0      | bye                 | Singapore ◯ 5–0     |
| Mongolia      | Hong Kong X 0–5     | Taipei X 0–5        | Singapore X 0–5     | bye                 | Tailandia X 0–5     | Malaysia X 0–5      |
| Malaysia      | Giappone X 0–5      | bye                 | Taipei X 0–5        | Hong Kong X 0–5     | Cina X 0–5          | Mongolia ◯ 5–0      |
| Giappone      | Malaysia ◯ 5–0      | Tailandia ◯ 5–0     | Corea del Sud X 0–5 | Singapore ◯ 5–0     | Taipei X 1–4        | bye                 |
| Taipei        | Corea del Sud X 0–5 | Mongolia ◯ 5–0      | Malaysia ◯ 5–0      | Tailandia ◯ 5–0     | Giappone ◯ 4–1      | Cina X 1–4          |
| Corea del Sud | Taipei ◯ 5–0        | Hong Kong ◯ 5–0     | Giappone ◯ 5–0      | Cina ◯ 4–1          | Singapore ◯ 5–0     | Tailandia ◯ 5–0     |
| Tailandia     | Cina X 0–5          | Giappone X 0–5      | bye                 | Taipei X 0–5        | Mongolia ◯ 5–0      | Corea del Sud X 0–5 |
| Cina          | Tailandia ◯ 5–0     | Singapore ◯ 5–0     | Hong Kong ◯ 5–0     | Corea del Sud X 1–4 | Malaysia ◯ 5–0      | Taipei ◯ 4–1        |
| Singapore     | bye                 | Cina X 0–5          | Mongolia ◯ 5–0      | Giappone X 0–5      | Corea del Sud X 0–5 | Hong Kong X 0–5     |

### Turno 1

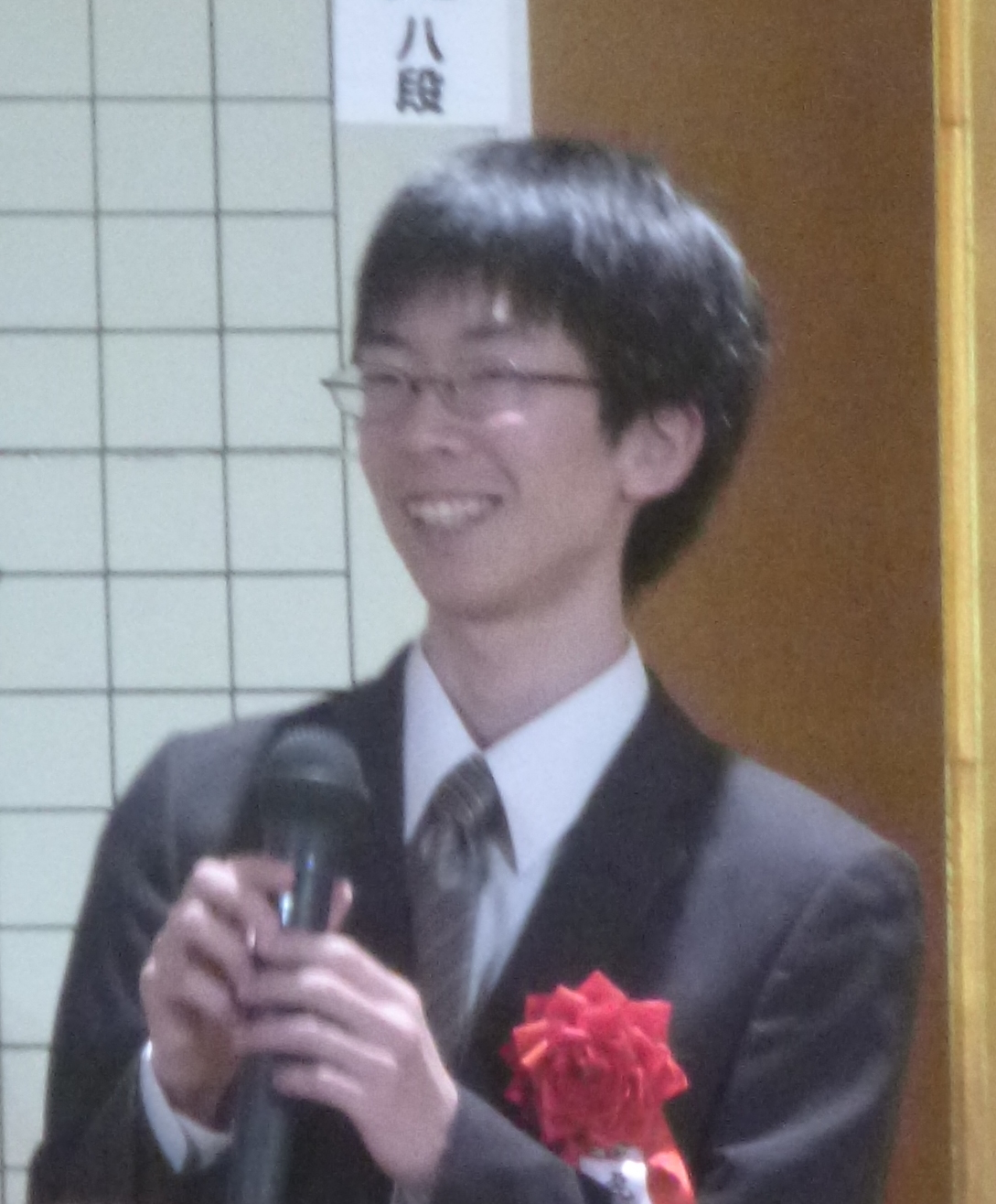
Toramaru Shibano, membro della rappresentativa giapponese

Turno preliminare 1, 29 settembre, 9:30.  Singapore riceve un bye.
| Hong Kong         | 5–0 | Mongolia                  |
| ----------------- | --- | ------------------------- |
| Chan Nai San 6d   | N   | Shartolgoi Bayarjargal 5d |
| Chan Chi Hin 6d   | B   | Byambaakhuu Battulga 1d   |
| Ho Kwai Cheung 5d | N   | Gantumur Altanzul         |
| Woo Chun Yin 5d   | B   | Nyamjantsan Oyunbaatar 8d |
| Chan Ka Ho 5d     | N   | Ganbat Bold 1d            |

| Malaysia            | 0–5 | Giappone            |
| ------------------- | --- | ------------------- |
| Chang Fukang 2p     | B   | Seki Kotaro 9p      |
| Lee Shou Xuan 5d    | N   | Shibano Toramaru 9p |
| Owen Lo Chen Yeh 5d | B   | Ichiriki Ryō 9p     |
| Leong Chee Weng 5d  | N   | Sada Atsushi 7p     |
| Lee Shou Wei 5d     | B   | Iyama Yūta 9p       |

| Taipei          | 0–5 | Corea del Sud     |
| --------------- | --- | ----------------- |
| Xu Haohong 9p   | B   | Byun Sang-il 9p   |
| Lai Junfu 8p    | N   | Kim Myeong-hun 9p |
| Lin Chunyen 9p  | B   | Park Jung-hwan 9p |
| Wang Yuanjun 9p | N   | Shin Jin-seo 9p   |
| Xu Jiayuan 9p   | B   | Shin Min-jun 9p   |

| Tailandia                | 0–5 | Cina            |
| ------------------------ | --- | --------------- |
| Tanapatsopol Vorawat 5d  | B   | Li Qincheng 9p  |
| Sornarra Pongsakarn 5d   | N   | Zhao Chenyu 9p  |
| Karuehawanit Wichrich 6d | B   | Mi Yuting 9p    |
| Jamkachornkiat Krit 5d   | N   | Yang Dingxin 9p |
| Santipojana Kamon 5d     | B   | Yang Kaiwen 9p  |

### Turno 2
Turno preliminare 2, 29 settembre, 15:00.  Malaysia riceve un bye.
| Cina           | 5–0 | Singapore        |
| -------------- | --- | ---------------- |
| Li Qincheng 9p | N   | Ho Fei Yang 6d   |
| Zhao Chenyu 9p | B   | Kwa Jie Hui 6d   |
| Mi Yuting 9p   | N   | Kang Zhanbin 6p  |
| Ke Jie 9p      | B   | Tan Jia Cheng 6d |
| Yang Kaiwen 9p | N   | Xi Yue 5d        |

| Corea del Sud     | 5–0 | Hong Kong           |
| ----------------- | --- | ------------------- |
| Byun Sang-il 9p   | N   | Chan Chi Hin 6d     |
| Kim Myeong-hun 9p | B   | Ho Ho Yin Hollis 5d |
| Park Jung-hwan 9p | N   | Ho Kwai Cheung 5d   |
| Shin Jin-seo 9p   | B   | Woo Chun Yin 5d     |
| Lee Ji-hyun 9p    | N   | Chan Ka Ho 5d       |

| Giappone            | 5–0 | Tailandia                |
| ------------------- | --- | ------------------------ |
| Seki Kotaro 9p      | N   | Tanapatsopol Vorawat 5d  |
| Shibano Toramaru 9p | B   | Sornarra Pongsakarn 5d   |
| Ichiriki Ryō 9p     | N   | Karuehawanit Wichrich 6d |
| Sada Atsushi 7p     | B   | Santipojana Kamon 5d     |
| Iyama Yūta 9p       | N   | Sampaokaew Pariwat 5d    |

| Mongolia                  | 0–5 | Taipei          |
| ------------------------- | --- | --------------- |
| Shartolgoi Bayarjargal 5d | B   | Lai Junfu 8p    |
| Byambaakhuu Battulga 1d   | N   | Lin Chunyen 9p  |
| Gantumur Altanzul         | B   | Wang Yuanjun 9p |
| Nyamjantsan Oyunbaatar 8d | N   | Xu Jiayuan 9p   |
| Ganbat Bold 1d            | B   | Xu Jingen 5p    |

### Turno 3

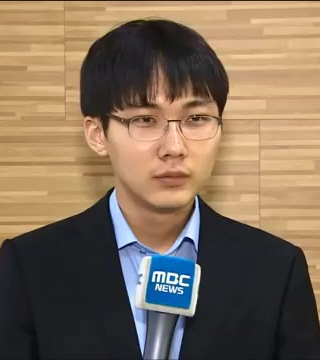
Park Jung-hwan, membro della rappresentativa sudcoreana, che nel terzo turno ha sconfitto il giapponese Ryō Ichiriki

Turno preliminare 3, 30 settembre, 9:30.  Thailandia riceve un bye.
| Giappone            | 0–5 | Corea del Sud     |
| ------------------- | --- | ----------------- |
| Seki Kotaro 9p      | B   | Byun Sang-il 9p   |
| Shibano Toramaru 9p | N   | Kim Myeong-hun 9p |
| Ichiriki Ryō 9p     | B   | Park Jung-hwan 9p |
| Sada Atsushi 7p     | N   | Shin Jin-seo 9p   |
| Iyama Yūta 9p       | B   | Shin Min-jun 9p   |

| Hong Kong           | 0–5 | Cina            |
| ------------------- | --- | --------------- |
| Chan Chi Hin 6d     | B   | Li Qincheng 9p  |
| Ho Ho Yin Hollis 5d | N   | Zhao Chenyu 9p  |
| Ho Kwai Cheung 5d   | B   | Mi Yuting 9p    |
| Woo Chun Yin 5d     | N   | Yang Dingxin 9p |
| Chan Ka Ho 5d       | B   | Yang Kaiwen 9p  |

| Malaysia           | 0–5 | Taipei          |
| ------------------ | --- | --------------- |
| Chang Fukang 2p    | B   | Xu Haohong 9p   |
| Lee Shou Xuan 5d   | N   | Lin Chunyen 9p  |
| Lee Shou Kai 5d    | B   | Wang Yuanjun 9p |
| Leong Chee Weng 5d | N   | Xu Jiayuan 9p   |
| Lee Shou Wei 5d    | B   | Xu Jingen 5p    |

| Mongolia                  | 0–5 | Singapore        |
| ------------------------- | --- | ---------------- |
| Shartolgoi Bayarjargal 5d | B   | Ho Fei Yang 6d   |
| Byambaakhuu Battulga 1d   | N   | Kwa Jie Hui 6d   |
| Gantumur Altanzul         | B   | Kang Zhanbin 6p  |
| Nyamjantsan Oyunbaatar 8d | N   | Tan Jia Cheng 6d |
| Ganbat Bold 1d            | B   | Xi Yue 5d        |

### Turno 4
Turno preliminare 4, 30 settembre, 15:00.  Mongolia riceve un bye.
| Cina            | 1–4 | Corea del Sud     |
| --------------- | --- | ----------------- |
| Zhao Chenyu 9p  | N   | Byun Sang-il 9p   |
| Mi Yuting 9p    | N   | Kim Myeong-hun 9p |
| Yang Dingxin 9p | B   | Park Jung-hwan 9p |
| Ke Jie 9p       | N   | Shin Jin-seo 9p   |
| Yang Kaiwen 9p  | B   | Shin Min-jun 9p   |

| Singapore        | 0–5 | Giappone            |
| ---------------- | --- | ------------------- |
| Ho Fei Yang 6d   | B   | Seki Kotaro 9p      |
| Kwa Jie Hui 6d   | N   | Shibano Toramaru 9p |
| Kang Zhanbin 6p  | B   | Ichiriki Ryō 9p     |
| Tan Jia Cheng 6d | N   | Sada Atsushi 7p     |
| Xi Yue 5d        | B   | Iyama Yūta 9p       |

| Taipei          | 5–0 | Tailandia                |
| --------------- | --- | ------------------------ |
| Xu Haohong 9p   | N   | Tanapatsopol Vorawat 5d  |
| Lai Junfu 8p    | B   | Sornarra Pongsakarn 5d   |
| Wang Yuanjun 9p | N   | Karuehawanit Wichrich 6d |
| Xu Jiayuan 9p   | B   | Santipojana Kamon 5d     |
| Xu Jingen 5p    | N   | Sampaokaew Pariwat 5d    |

| Malaysia            | 0–5 | Hong Kong           |
| ------------------- | --- | ------------------- |
| Chang Fukang 2p     | B   | Chan Nai San 6d     |
| Owen Lo Chen Yeh 5d | N   | Chan Chi Hin 6d     |
| Lee Shou Kai 5d     | B   | Ho Ho Yin Hollis 5d |
| Leong Chee Weng 5d  | N   | Ho Kwai Cheung 5d   |
| Lee Shou Wei 5d     | B   | Woo Chun Yin 5d     |

### Turno 5

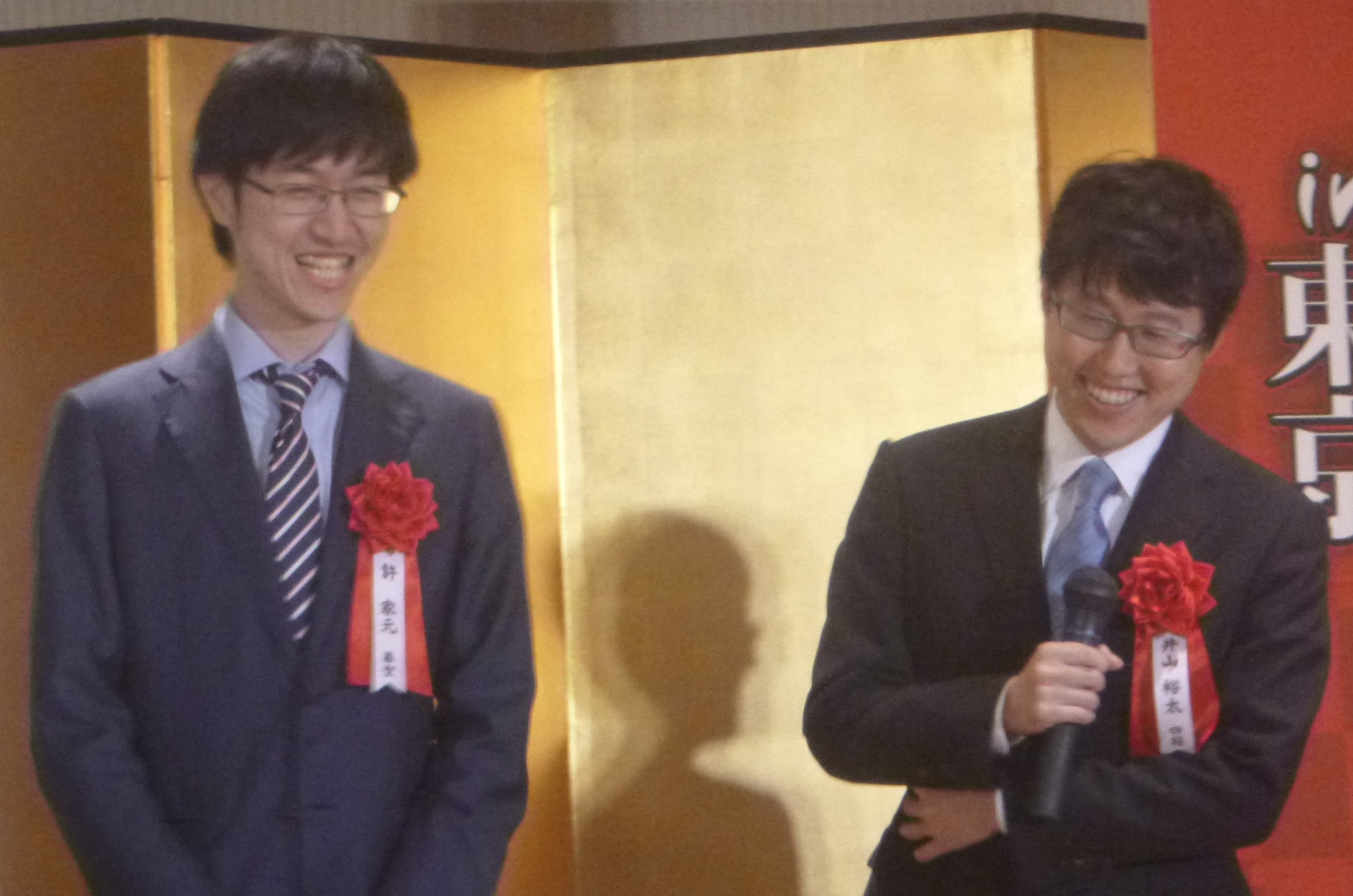
Xu Jiayuan (a sinistra) e Iyama Yuta (a destra) sono due colleghi nella federazione giapponese, ma ai Giochi asiatici fanno parte rispettivamente della squadra taiwanese e giapponese

Turno preliminare 5, 1º ottobre, 9:30.  Hong Kong riceve un bye.
| Corea del Sud     | 5–0 | Singapore        |
| ----------------- | --- | ---------------- |
| Byun Sang-il 9p   | N   | Ho Fei Yang 6d   |
| Park Jung-hwan 9p | B   | Kwa Jie Hui 6d   |
| Shin Jin-seo 9p   | N   | Kang Zhanbin 6p  |
| Shin Min-jun 9p   | B   | Tan Jia Cheng 6d |
| Lee Ji-hyun 9p    | N   | Xi Yue 5d        |

| Giappone            | 1–4 | Taipei          |
| ------------------- | --- | --------------- |
| Seki Kotaro 9p      | B   | Xu Haohong 9p   |
| Shibano Toramaru 9p | N   | Lai Junfu 8p    |
| Ichiriki Ryō 9p     | B   | Wang Yuanjun 9p |
| Sada Atsushi 7p     | N   | Xu Jiayuan 9p   |
| Iyama Yūta 9p       | B   | Xu Jingen 5p    |

| Cina           | 5–0 | Malaysia            |
| -------------- | --- | ------------------- |
| Li Qincheng 9p | N   | Chang Fukang 2p     |
| Zhao Chenyu 9p | B   | Owen Lo Chen Yeh 5d |
| Mi Yuting 9p   | N   | Lee Shou Kai 5d     |
| Ke Jie 9p      | B   | Leong Chee Weng 5d  |
| Yang Kaiwen 9p | N   | Lee Shou Wei 5d     |

| Mongolia                  | 0–5 | Tailandia                |
| ------------------------- | --- | ------------------------ |
| Shartolgoi Bayarjargal 5d | B   | Tanapatsopol Vorawat 5d  |
| Byambaakhuu Battulga 1d   | N   | Sornarra Pongsakarn 5d   |
| Gantumur Altanzul         | B   | Karuehawanit Wichrich 6d |
| Nyamjantsan Oyunbaatar 8d | N   | Jamkachornkiat Krit 5d   |
| Ganbat Bold 1d            | B   | Santipojana Kamon 5d     |

### Turno 6
Turno preliminare 6, 1º ottobre, 15:00.  Giappone riceve un bye.
| Tailandia                | 0–5 | Corea del Sud     |
| ------------------------ | --- | ----------------- |
| Tanapatsopol Vorawat 5d  | B   | Byun Sang-il 9p   |
| Sornarra Pongsakarn 5d   | N   | Kim Myeong-hun 9p |
| Karuehawanit Wichrich 6d | B   | Shin Jin-seo 9p   |
| Jamkachornkiat Krit 5d   | N   | Shin Min-jun 9p   |
| Santipojana Kamon 5d     | B   | Lee Ji-hyun 9p    |

| Taipei          | 1–4 | Cina            |
| --------------- | --- | --------------- |
| Lai Junfu 8p    | B   | Li Qincheng 9p  |
| Lin Chunyen 9p  | B   | Mi Yuting 9p    |
| Wang Yuanjun 9p | B   | Yang Dingxin 9p |
| Xu Jiayuan 9p   | N   | Ke Jie 9p       |
| Xu Jingen 5p    | B   | Yang Kaiwen 9p  |

| Singapore        | 0–5 | Hong Kong           |
| ---------------- | --- | ------------------- |
| Ho Fei Yang 6d   | B   | Chan Nai San 6d     |
| Kwa Jie Hui 6d   | N   | Chan Chi Hin 6d     |
| Kang Zhanbin 6p  | B   | Ho Ho Yin Hollis 5d |
| Tan Jia Cheng 6d | N   | Ho Kwai Cheung 5d   |
| Xi Yue 5d        | B   | Woo Chun Yin 5d     |

| Malaysia            | 5–0 | Mongolia                  |
| ------------------- | --- | ------------------------- |
| Lee Shou Xuan 5d    | N   | Shartolgoi Bayarjargal 5d |
| Owen Lo Chen Yeh 5d | B   | Byambaakhuu Battulga 1d   |
| Lee Shou Kai 5d     | N   | Gantumur Altanzul         |
| Leong Chee Weng 5d  | B   | Nyamjantsan Oyunbaatar 8d |
| Lee Shou Wei 5d     | N   | Ganbat Bold 1d            |

## Finali
|  | Semifinali 2 ottobre 15:00 | Semifinali 2 ottobre 15:00 | Semifinali 2 ottobre 15:00 |      |               | Finale medaglia d'oro 3 ottobre 15:00    | Finale medaglia d'oro 3 ottobre 15:00    | Finale medaglia d'oro 3 ottobre 15:00    |  |
|  |                            |                            |                            |      |               |                                          |                                          |                                          |  |
|  | 1º                         | Corea del Sud              | 5                          |      |               |                                          |                                          |                                          |  |
|  | 1º                         | Corea del Sud              | 5                          |      |               |                                          |                                          |                                          |  |
|  | 4º                         | Giappone                   | 0                          |      |               |                                          |                                          |                                          |  |
|  | 4º                         | Giappone                   | 0                          |      | Corea del Sud | Corea del Sud                            | 4                                        |                                          |  |
|  |                            |                            |                            |      | Corea del Sud | Corea del Sud                            | 4                                        |                                          |  |
|  |                            |                            | Cina                       | Cina | 1             |                                          |                                          |                                          |  |
|  | 3º                         | Taipei                     | Cina                       | Cina | 1             | 1                                        |                                          |                                          |  |
|  | 3º                         | Taipei                     |                            |      |               | 1                                        |                                          |                                          |  |
|  | 2º                         | Cina                       | 4                          |      |               | Finale medaglia di bronzo 3 ottobre 9:30 | Finale medaglia di bronzo 3 ottobre 9:30 | Finale medaglia di bronzo 3 ottobre 9:30 |  |
|  | 2º                         | Cina                       | 4                          |      |               |                                          |                                          |                                          |  |
|  |                            |                            |                            |      |               |                                          |                                          |                                          |  |
|  |                            |                            |                            |      |               | Giappone                                 | Giappone                                 | 4                                        |  |
|  |                            |                            |                            |      |               | Giappone                                 | Giappone                                 | 4                                        |  |
|  |                            |                            |                            |      |               | Taipei                                   | Taipei                                   | 1                                        |  |

### Semifinali
2 ottobre, 15:00
| Corea del Sud     | 5–0 | Giappone            |
| ----------------- | --- | ------------------- |
| Byun Sang-il 9p   | B   | Seki Kotaro 9p      |
| Kim Myeong-hun 9p | N   | Shibano Toramaru 9p |
| Park Jung-hwan 9p | B   | Ichiriki Ryō 9p     |
| Shin Jin-seo 9p   | N   | Sada Atsushi 7p     |
| Shin Min-jun 9p   | B   | Iyama Yūta 9p       |

| Taipei          | 1–4 | Cina            |
| --------------- | --- | --------------- |
| Xu Haohong 9p   | B   | Li Qincheng 9p  |
| Lai Junfu 8p    | B   | Zhao Chenyu 9p  |
| Lin Chunyen 9p  | N   | Mi Yuting 9p    |
| Wang Yuanjun 9p | B   | Yang Dingxin 9p |
| Xu Jiayuan 9p   | N   | Ke Jie 9p       |

### Finale per la medaglia di bronzo
3 ottobre, 9:30
| Giappone            | 4–1 | Taipei          |
| ------------------- | --- | --------------- |
| Seki Kotaro 9p      | N   | Xu Haohong 9p   |
| Shibano Toramaru 9p | N   | Lai Junfu 8p    |
| Ichiriki Ryō 9p     | B   | Wang Yuanjun 9p |
| Sada Atsushi 7p     | N   | Xu Jiayuan 9p   |
| Iyama Yūta 9p       | B   | Xu Jingen 5p    |

### Finale per la medaglia d'oro
3 ottobre, 15:00
| Corea del Sud     | 4–1 | Cina            |
| ----------------- | --- | --------------- |
| Byun Sang-il 9p   | B   | Li Qincheng 9p  |
| Kim Myeong-hun 9p | B   | Zhao Chenyu 9p  |
| Park Jung-hwan 9p | N   | Mi Yuting 9p    |
| Shin Jin-seo 9p   | B   | Yang Dingxin 9p |
| Shin Min-jun 9p   | N   | Ke Jie 9p       |